# هنري فوكس
هنري فوكس (بالألمانية: Henri Fuchs)‏ (23 يونيو 1970 في ألمانيا - ) هو لاعب كرة قدم ألماني (وحمل سابقاً جنسية ألمانيا الشرقية) في مركز الهجوم. شارك مع منتخب ألمانيا تحت 21 سنة لكرة القدم ومنتخب ألمانيا الأولمبي لكرة القدم. أما مع النوادي، فقد لعب مع دينامو دريسدن وكيمنتزر ولوكوموتيف لايبزيغ ونادي كولن وهانزا روستوك وFC Rot-Weiß Erfurt ‏ وTSG Neustrelitz ‏ وVfB Leipzig ‏.

## وصلات خارجية
- هنري فوكس على موقع الاتحاد الدولي (مؤرشف)  (الإنجليزية)
- هنري فوكس على موقع قاعدة بيانات كرة القدم.إي يو (الإنجليزية)
- هنري فوكس على موقع بيانات كرة القدم. دي إي (الألمانية)
- هنري فوكس على موقع عالم كرة القدم.نت (الإنجليزية)